# Họ Nắp ấm Tân thế giới
Họ Nắp ấm Tân thế giới, họ Nắp ấm châu Mỹ hay họ Bình tử thảo (danh pháp khoa học: Sarraceniaceae) là một họ thực vật hạt kín thuộc bộ Ericales (Hệ thống Cronquist năm 1981 xếp họ này cùng hai họ Nepenthaceae và Droseraceae trong bộ Nepenthales).
Họ này chứa 3 chi với khoảng 15-30 loài sinh tồn là Sarracenia (nắp ấm Bắc Mỹ, bình tử thảo), Darlingtonia (với chỉ 1 loài là nắp ấm California hay loa kèn hổ mang, nhãn kính xà bình tử thảo với danh pháp Darlingtonia californica) và Heliamphora (nắp ấm đầm lầy hay nắp ấm mặt trời, thái dương bình tử thảo), cũng như một chi tuyệt chủng với chỉ 1 loài đã biết là cổ bình tử thảo (Archaeamphora longicervia), được phát hiện trong tầng Tiêm Sơn Câu (尖山沟) của thành hệ Nghĩa Huyện tại Bắc Phiếu, Triều Dương, Liêu Ninh, Trung Quốc với niên đại khoảng 124,6 triệu năm trước. Hai chi đầu tiên là bản địa Bắc Mỹ trong khi Heliamphora là bản địa Nam Mỹ. Cả ba chi đều là thực vật ăn thịt bẫy các con côn trùng bằng mật và sử dụng các lá thuôn dài dạng ống của chúng chứa nước và các enzymư tiêu hóa (hoặc vi khuẩn như trong trường hợp của Darlingtonia) để bắt và tiêu thụ chúng. Nhiều loài cũng sử dụng các lông tơ hướng xuống phía dưới và các chất dạng sáp tiết ra để gây khó khăn cho các con côn trùng muốn trốn thoát.
Các loài cây này mọc trong các khu vực đất nghèo dinh dưỡng, thường là đất chua và sử dụng các côn trùng như là nguồn bổ sung dinh dưỡng. Các lá hình chén mọc ra từ thân rễ ngầm và chết đi khi chúng ngủ đông. Các loài trong chi Sarracenia chủ yếu mọc ven các đầm lầy than bùn có các loài rêu than bùn hay rêu nước thuộc chi Sphagnum sinh sống.
Phần lớn các loài trong họ Sarraceniaceae có các lá hình chén cao và hẹp, mọc thẳng hay gần thẳng. Tuy nhiên, loài nắp ấm tía (Sarracenia purpurea) lại có các lá hình chén ngắn, mập lùn hình củ hành mọc sát mặt đất, còn loài nắp ấm vẹt (Sarracenia psittacina) thì có các lá hình chén mọc ngang.
Nắp ấm tía (Sarracenia purpurea) là loài hoa chính thức của Newfoundland và Labrador.

## Phân loại
- Sarracenia: 8-11 loài tại miền đông và đông bắc Bắc Mỹ
- Darlingtonia: 1 loài (Darlingtonia californica) tại California và Oregon.
- Heliamphora: 18 loài tại khu vực cao nguyên Guiana ở đông bắc Nam Mỹ[3], trong đó 11 loài mới phát hiện từ năm 2000 trở lại đây.

## Phát sinh chủng loài
Nghiên cứu của Ray Neyland và Mark Merchant năm 2006 cho thấy chi Darlingtonia có quan hệ chị em với nhánh chứa Heliamphora và Sarracenia. Trong phạm vi chi Sarracenia thì S. purpurea là chị em với phần còn lại. Bên cạnh đó, bốn đơn vị phân loại nội loài đã đặt tên của S. purpurea cũng được giải quyết trong một nhánh được hỗ trợ tốt. Tuy nhiên, năm đơn vị phân loại nội loài đã đặt tên của S. rubra lại là một phần của một đa phân mà không có cấu trúc có thể nhận thấy rõ. Nghiên cứu của các tác giả cũng gợi ý rằng S. purpurea ssp. purpurea var. burkii (đã từng được đặt tên riêng như là S. rosea) có thể được coi như là một loài khác biệt. Nếu xử lý như vậy thì số lượng loài của chi Sarracenia sẽ là 9.
|  | Darlingtonia                                               |
|  |                                                            |
|  | \| \| Heliamphora \| \| \| \| \| \| Sarracenia \| \| \| \| |
|  |                                                            |
|  | Heliamphora                                                |
|  |                                                            |
|  | Sarracenia                                                 |
|  |                                                            |

|  | Heliamphora |
|  |             |
|  | Sarracenia  |
|  |             |

## Thư viện ảnh

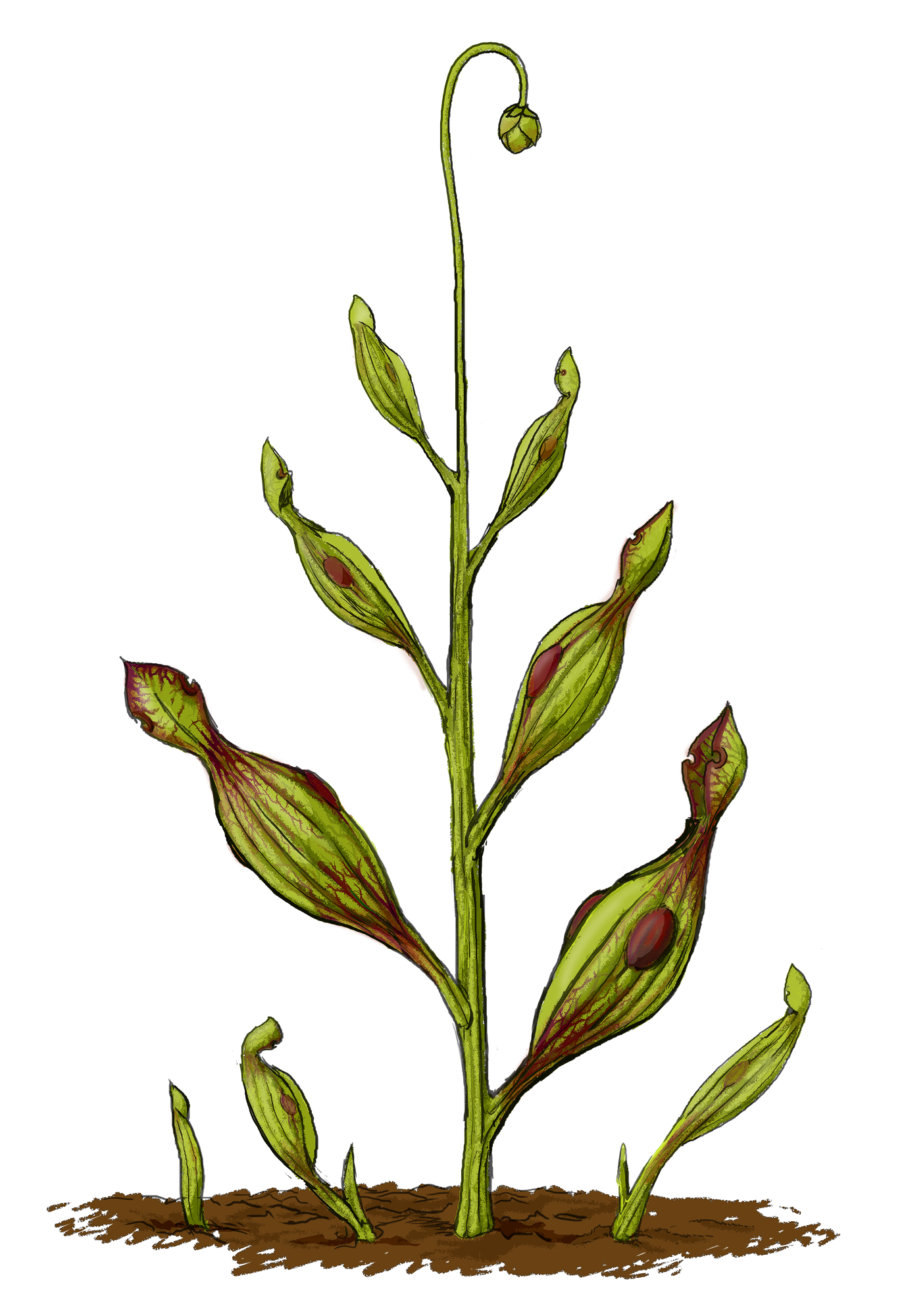
Hình minh họa Archaeamphora longicervia (tuyệt chủng)
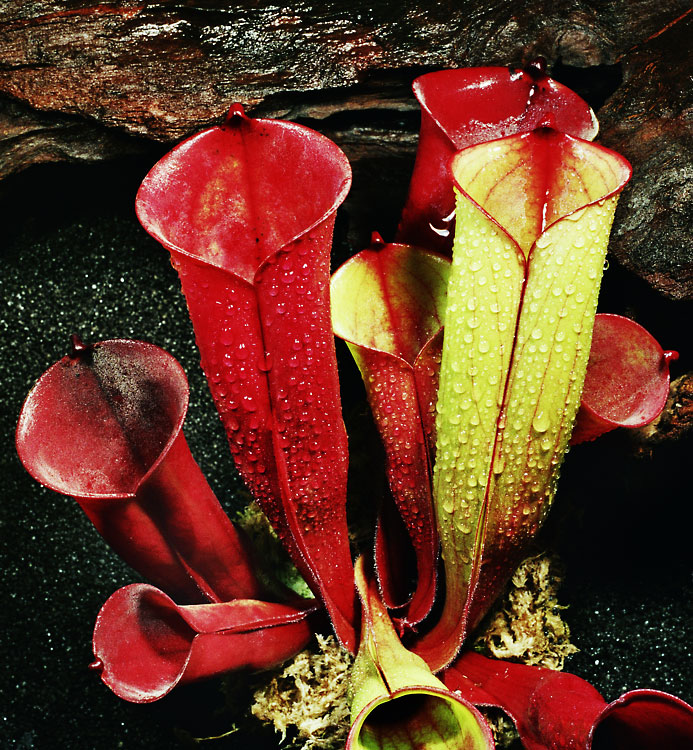
Heliamphora
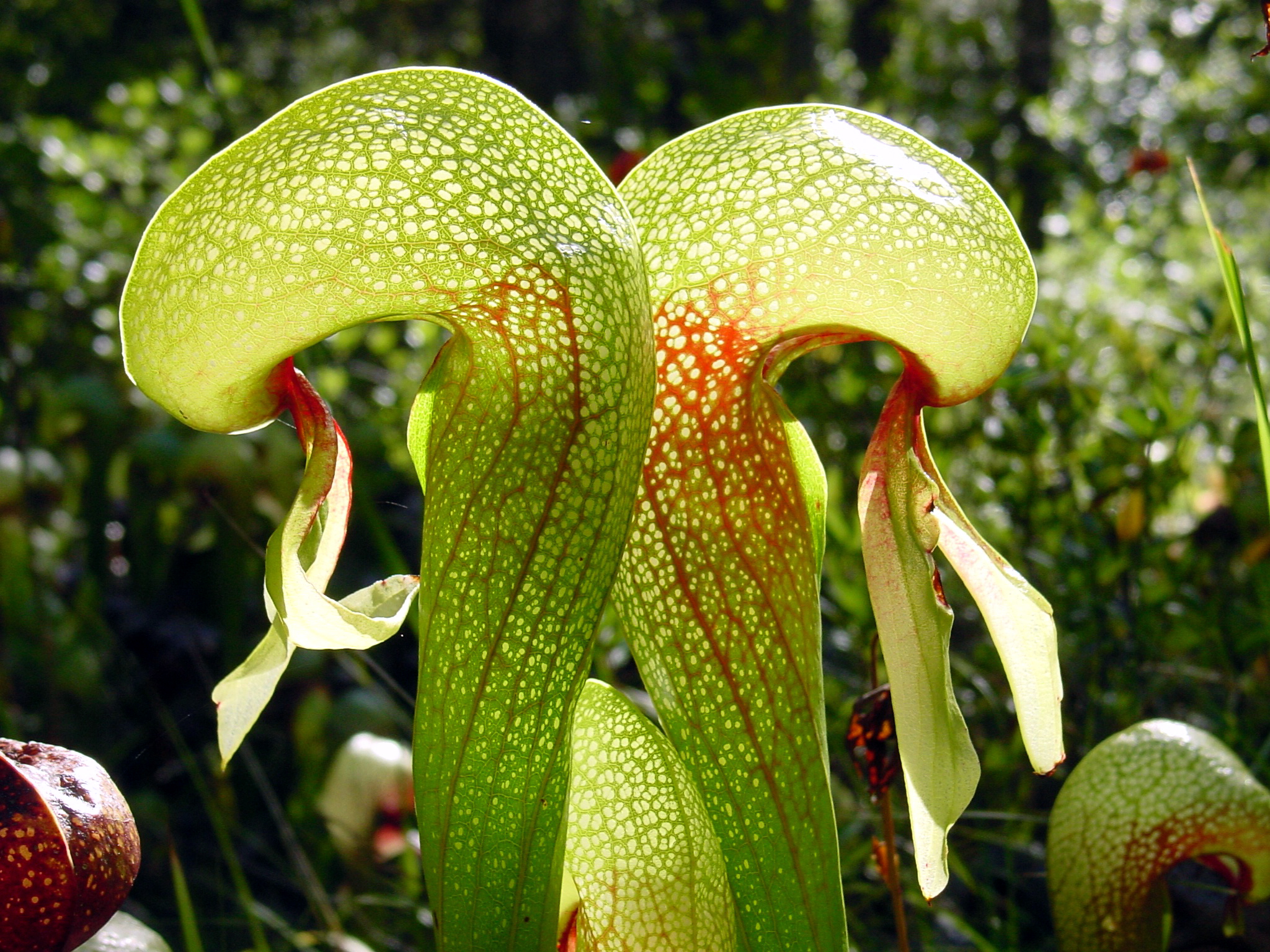
Darlingtonia californica
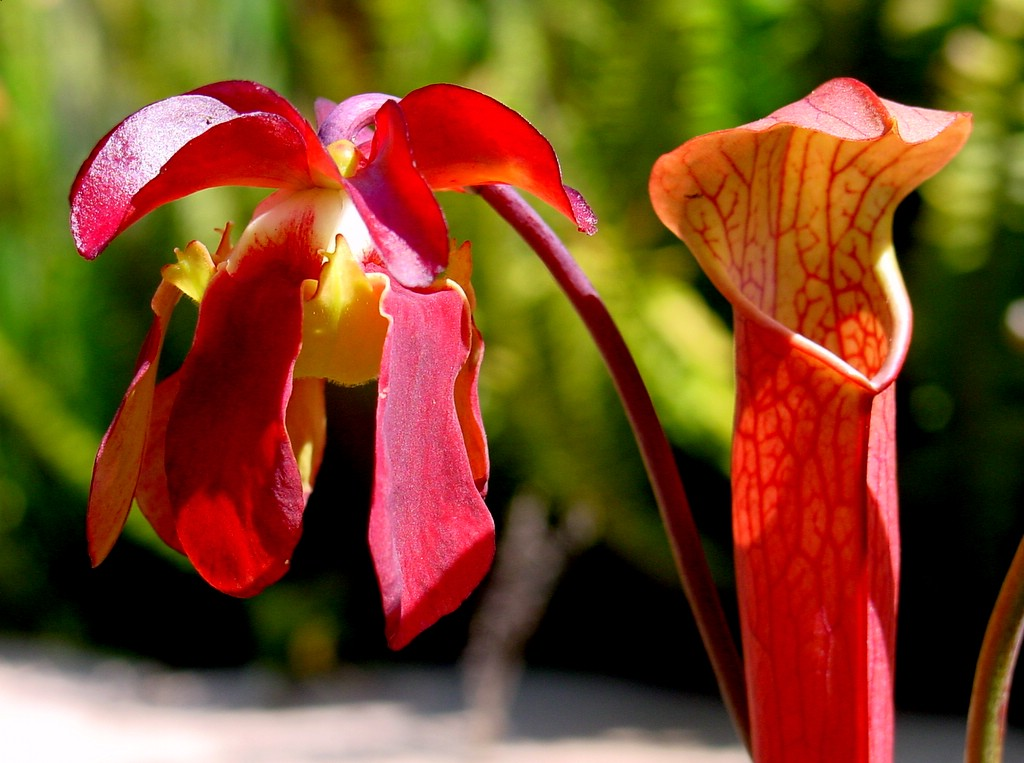
Sarracenia